# 豪斯巴赫河 (施瓦茨洛弗河支流)
47°40′00″N 12°27′23″E / 47.66669°N 12.45638°E

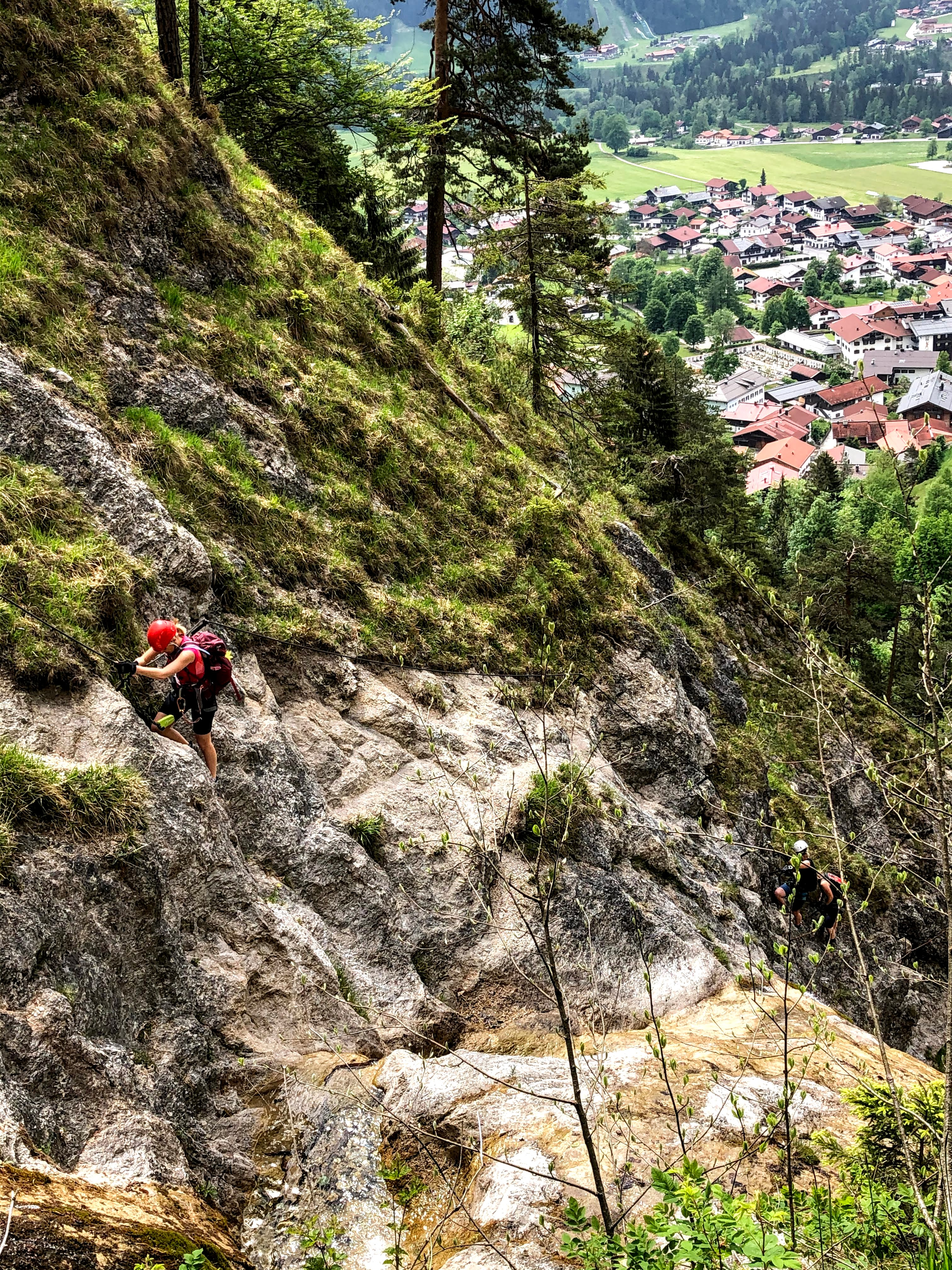

豪斯巴赫河是德國的河流，位於該國東南部，由巴伐利亞負責管轄，屬於施瓦茨洛弗河的支流，河道全長2.8公里，河道全長3.7公里，發源自溫克爾地區賴特。